# Рассадкин, Глеб Андреевич
Гле́б Андре́евич Расса́дкин (бел. Глеб Андрэевіч Рассадкін; род. 5 апреля 1995[…], Минск) — белорусский футболист, нападающий клуба «Сморгонь».

## Карьера

### Клубная
Воспитанник минского «Динамо». Первый тренер — Руслан Степанович Азарёнок.
Профессиональную карьеру начал в 2011 году, выступает за дубль. В сезоне 2012 года дебютировал в чемпионате Беларуси и стал наигрываться в основе. Первый гол в составе «Динамо» забил 26 сентября 2012 года в домашнем матче 1/8 финала Кубка Беларуси 2012/13 против «Волны». В 2013 году игрока стали преследовать травмы, которые помешали ему в полной мере провести сезон. Однако, выйдя в своём первом еврокубковом матче Лиги Европы против «Круои» на 82-й минуте, спустя две минуты Глеб сумел забить свой первый гол в еврокубках. В начале сезона 2014 играл за дубль, летом стал часто привлекаться к матчам основы, иногда появлялся и в стартовом составе. 10 октября 2014 года забил свой первый гол в чемпионате, который позволил динамовцам одержать победу над новополоцким «Нафтаном» (2:0).
Игроком основы Глеб стал в 2015 году, сыграв за команду в большинстве матчей, играя в основном флангового атакующего полузащитника, а также форварда в паре с Фатосом Бечираем. В том сезоне Рассадкин сыграл 35 матчей во всех турнирах и забил 3 мяча. Сезон 2016 начал в качестве основного нападающего минчан, однако в июле в матче Лиги Европы против «Сент-Патрикс Атлетик» получил травму. Вернулся на поле в октябре, однако стал только выходить на замену. В начале 2017 года был отстранён от основной команды минчан и стал выступать за дубль. В июле контракт нападающего с «Динамо» был расторгнут.
Летом 2017 года подписал контракт с клубом украинской Премьер-лиги «Звезда» из Кропивницкого. Дебютировал за команду 16 сентября 2017 года, на 87-й минуте выездного матча против «Мариуполя» заменив Павла Полегенько. Спустя 4 дня вышел в стартовом составе и отличился забитым голом в кубковом матче против симферопольской «Таврии». С апреля 2018 года из-за проблем со здоровьем перестал появляться на поле.
В сезоне 2018 провел 13 поединков в высшей лиге Беларуси за гродненский «Неман», будучи арендованным у «Звезды», в которых отметился показателями 1+1 по системе «гол+пас». После выхода «Немана» из отпуска остался в числе игроков принявших участие в первой тренировке. В марте 2019 года подписал с жёлто-зелеными полноценный двухлетний контракт. В сезоне 2019 много пропустил из-за травм, в первой половине 2020 года был игроком стартового состава, позднее стал преимущественно оставаться на скамейке запасных, играл за дубль. В декабре по окончании контракта покинул гродненский клуб.
В марте 2021 года стал игроком «Витебска». В начале сезона 2021 чаще выходил на замену, позднее стал преимущественно появляться в стартовом составе. В феврале 2022 года продлил контракт с витебским клубом. В июле 2022 года покинул клуб, расторгнув контракт по соглашению сторон. Вместе с клубом занял 14 место в турнирной таблице и отправился в стыковые матчи за сохранение прописки в высшем дивизионе.
В июле 2022 года перешёл в дзержинский «Арсенал». Дебютировал за клуб 30 июля 2022 года в матче Кубка Беларуси за выход в четвертьфинал против гродненского «Немана», забив свой дебютный гол за клуб с пенальти. Вместе с клубом занял 14 место в турнирной таблице и отправился в стыковые матчи за сохранение прописки в высшем дивизионе. По итогу стыковых матчей против рогачёвского «Макслайна» дзержинский клуб потерял прописку в высшем дивизионе. Сам футболист стал одним из ключевых игроков клуба, отличившись 3 голами в 17 матчах за клуб. Также сообщалось, что футболист покинут клуб по окончании года.
В феврале 2023 года футболист тренировался со «Сморгонью». В марте 2023 года футболист официально присоединился к сморгонскому клубу. Дебютировал за клуб в матче 19 марта 2023 года против бобруйской «Белшины».

### В сборной
Выступал за юношескую сборную (до 17). В официальных матчах в отборочных турнирах чемпионатов Европы забил 5 мячей. Также играл за юношескую сборную (до 19). С 2013 года по 2016 год Глеб являлся игроком молодежной сборной Беларуси.

## Достижения
«Динамо» (Минск)
- Серебряный призёр чемпионата Беларуси (2): 2014, 2015
- Бронзовый призёр чемпионата Беларуси (3): 2012, 2013, 2016
- Финалист Кубка Беларуси: 2012/13

## Статистика
| Клуб                  | Сезон              | Лига               | Лига | Лига | Кубки | Кубки | Еврокубки | Еврокубки | Итого | Итого |
| Клуб                  | Сезон              | Турнир             | Игры | Голы | Игры  | Голы  | Игры      | Голы      | Игры  | Голы  |
| --------------------- | ------------------ | ------------------ | ---- | ---- | ----- | ----- | --------- | --------- | ----- | ----- |
| «Динамо» Минск        | 2012               | Высшая лига        | 5    | 0    | 2     | 1     | 0         | 0         | 7     | 1     |
| «Динамо» Минск        | 2013               | Высшая лига        | 4    | 0    | 0     | 0     | 2         | 1         | 6     | 1     |
| «Динамо» Минск        | 2014               | Высшая лига        | 9    | 1    | 1     | 0     | 3         | 0         | 13    | 1     |
| «Динамо» Минск        | 2015               | Высшая лига        | 19   | 2    | 5     | 0     | 11        | 1         | 35    | 3     |
| «Динамо» Минск        | 2016               | Высшая лига        | 19   | 2    | 0     | 0     | 4         | 1         | 23    | 3     |
| «Динамо» Минск        | 2017               | Высшая лига        | 0    | 0    | 0     | 0     | 0         | 0         | 0     | 0     |
| «Динамо» Минск        | Всего за «Динамо»  | Всего за «Динамо»  | 56   | 5    | 7     | 1     | 20        | 3         | 83    | 9     |
| «Звезда» Кропивницкий | 2017/18            | Премьер-лига       | 15   | 1    | 1     | 1     | 0         | 0         | 16    | 2     |
| «Звезда» Кропивницкий | Всего за «Звезду»  | Всего за «Звезду»  | 15   | 1    | 1     | 1     | 0         | 0         | 16    | 2     |
| Неман (Гродно)        | 2018               | Высшая лига        | 13   | 1    | 0     | 0     | 0         | 0         | 13    | 1     |
| Неман (Гродно)        | 2019               | Высшая лига        | 14   | 3    | 0     | 0     | 0         | 0         | 14    | 3     |
| Неман (Гродно)        | 2020               | Высшая лига        | 19   | 1    | 1     | 0     | 0         | 0         | 20    | 1     |
| Неман (Гродно)        | Всего за «Неман»   | Всего за «Неман»   | 46   | 5    | 1     | 0     | 0         | 0         | 47    | 5     |
| Витебск               | 2021               | Высшая лига        | 25   | 2    | 1     | 0     | 0         | 0         | 26    | 2     |
| Витебск               | Всего за «Витебск» | Всего за «Витебск» | 25   | 2    | 1     | 0     | 0         | 0         | 26    | 2     |
| Всего за карьеру      | Всего за карьеру   | Всего за карьеру   | 142  | 13   | 10    | 2     | 20        | 3         | 172   | 18    |